# Sätertjärnen (Östervallskogs socken, Värmland, 661335-128018)
Sätertjärnen är en sjö i Årjängs kommun i Värmland och ingår i Göta älvs huvudavrinningsområde.